# Saint-Michel-Escalus
Saint-Michel-Escalus (gaskonsko Sent Miquèu e Escalús) je naselje in občina v francoskem departmaju Landes regije Akvitanije. Naselje je leta 2009 imelo 289 prebivalcev.

## Geografija
Kraj leži v pokrajini Gaskonji 30 km severozahodno od Daxa.

## Uprava
Občina Saint-Michel-Escalus skupaj s sosednjimi občinami Castets, Léon, Lévignacq, Linxe, Lit-et-Mixe, Saint-Julien-en-Born, Taller, Uza-les-Forges in Vielle-Saint-Girons sestavlja kanton Castets s sedežem v Castetsu. Kanton je sestavni del okrožja Dax.

## Zanimivosti
- cerkev sv. Mihaela,
- cerkev sv. Petra, Escalus.